# 彭施鲁
彭施鲁（1916年—2009年11月7日），汉族，中国人民解放军少将，原国防科工委司令部顾问。

## 生平
1916年生于河南省武陟县。在读初中和高中期间，深受中国新文化思潮和中国共产党的影响。在焦作读高中的时候受到语文老师李常青（县委书记）的教育，加入了中国共产主义青年团。
1935年春，追随李常青转学到北京。参加了一二·九运动，被党组织派到东北抗日联军工作，任抗日联军第4军军长李延禄的秘书。抗战期间历任团政委、后方留守处主任、师政治部主任、支队教导大队政委等职，参加了反“扫荡”、开辟松花江下游新游击区、杨木林子等战役战斗。1942年8月1日成立苏联远东方面军独立第88步兵旅。彭施鲁任二营三连连长。
1945年8月，抗日联军返回东北，他负责共产党在黑龙江省佳木斯地区的党委工作，兼任苏军佳木斯卫戍司令部副司令员的职务。1946年任东北军政大学合江分校副教育长。1948年1月后，任军政大学第二团副团长，第四团团长，东北军区军政学校副校长（后改为第七步兵学校），军事师范学校副校长等职。1955年任军委训练总监部院校部经验研究处处长，后升任军校部副部长，总参谋部军训部副部长。在文化大革命中被林彪集团批斗，下放到河南正阳县干校劳动。1973年恢复工作，任解放军体育学院院长。1979年3月，调任国防科学技术委员会副参谋长。1983年，任国防科工委司令部顾问。
1985年离休。因病医治无效，于2009年11月7日在北京逝世，享年95岁。

## 获得勋章
中华人民共和国
- 三级八一勋章
- 二级独立自由勋章
- 二级解放勋章
- 一级红星功勋荣誉章

苏联及俄罗斯联邦
- 红星勋章
- 朱可夫奖章（1995年）
- 1941-1945年伟大卫国战争胜利五十周年奖章（1995年）
- 1941-1945年伟大卫国战争胜利六十周年奖章（2005年）[7]

## 作品
- 彭施鲁. . 黑龙江人民出版社. 2018年. ISBN 9787207111425.
- 彭施鲁. . 党史博览. 2011年, (12): 28–32. ISSN 1005-1686.
- 彭施鲁. . 中共党史资料. 2006年, (2): 110–126.
- 彭施鲁. . 纵横. 1999年, (11). ISSN 1004-3586.